# ۶۷۶۵ لئوناردو فیبوناچی
سیارک ۶۷۶۵ (به انگلیسی: 6765 Fibonacci، نامگذاری:1982BQ2) شش هزار و هفتصد و شصت و پنجمین سیارک کشف شده‌است که در ۲۰ ژانویه ۱۹۸۲ کشف شد.
قدر مطلق سیارک برابر ۱۴٫۳۰ است.